# Château de Bussière (Loches)
Pour les articles homonymes, voir Château de Bussière.
Le château de Bussière est un château situé sur la commune française de Loches dans le département d'Indre-et-Loire, en région Centre-Val de Loire.

## Localisation et toponymie
Le château de Bussière se trouve dans l'ouest du territoire communal lochois, à la limite des communes de Chanceaux-près-Loches et Mouzay. Il est situé sur la pente du vallon d'un ruisseau temporaire qui a entaillé le plateau.
Le toponyme, attesté sous la forme Buxariae au IXe siècle, indique la présence de buis (Buxus) dans l'environnement au Moyen Âge.

## Historique

Blason de la famille de Maussabré-Beufvier à partir de 1846.

Au IXe siècle, Buxariae dépend de la puissante viguerie de Dolus-le-Sec.
Le château actuel est construit au XIIIe siècle, mais il fait l'objet de deux campagnes d'agrandissement et de restauration, au XVIe siècle puis au XIXe siècle.
La première propriétaire connue est, en 1235, Aglantine de Palluau, fille du seigneur de Montrésor. La famille de Maussabré possède la Bussière du milieu du XVIe siècle jusqu'en 1936. À la fin des années 1980 et dans la première décennie du XXIe siècle, le château appartient successivement à Jean-Jacques Debout et Chantal Goya (couple d'auteurs-compositeurs-interprètes) puis à Chantal Bouvier de Lamotte (miss France 1972).
Les façades et les toitures du château, exception faite d'une tour reconstruite au XIXe siècle sont inscrites au titre des monuments historiques en 1975.

## Description
Le château se compose d'un corps de logis principal orienté nord-sud et de deux ailes en retour d'équerre vers l'ouest. Une galerie donnant sur la cour intérieure permet d'accéder aux pièces du rez-de-chaussée. Chaque angle des ailes est terminé par une tourelle en encorbellement.
L'angle rentrant entre le logis principal et l'aile sud est occupé par une tourelle octogonale abritant l'escalier d'accès aux étages. Dans l'angle symétrique, côté nord, une chapelle construite au XVIe siècle est éclairée par de hautes baies en plein cintre. Au XIXe siècle, perdant sa fonction religieuse, elle est transformée escalier par un complet réaménagement intérieur.

## Pour en savoir plus